# Rita Buzzar
Rita Buzzar é uma roteirista e produtora brasileira de cinema e televisão fundadora da produtora Nexus Cinema e Vídeo.

Rita Buzzarfilha de Tula e Miled Buzzar, é roteirista e produtora, diretora da produtora Nexus Cinema e Vídeo, estudou audiovisual na Escola de Comunicações e Artes da Universidade de São Paulo. É autora de sucessos para a televisão como a mini-série Rosa dos Rumos (Rede Manchete, 1990-91), A História de Ana Raio e Zé Trovão (novela, Rede Manchete, 1990-91) e escreveu a história de  A Queridinha (Rede Manchete), de Walter Avancini. Também escreveu os roteiros de Lara, e Maria dos Prazeres, uma produção internacional de Carlo Ponti.
Trabalhou com Gabriel Garcia Marquez na série Amores Posibles, para a televisão espanhola. E participou no Sundance Institute, em Utah, com o projeto selecionado Luz no Céu.
Dirigiu vários documentários para a televisão. Entre eles, Carandiru.do,  sobre a Casa de Detenção e as filmagens de Hector Babenco. Produziu, em conjunto com a Globo filmes e Lumière, o filme Olga, do qual também é roteirista. Olga foi visto por mais de três milhões de espectadores e ganhou mais de 20 prêmios nacionais e internacionais, além de ser o penúltimo filme brasileiro a ser indicado ao Oscar.
É roteirista e produtora de Budapeste, filme baseado no livro homônimo de Chico Buarque, numa co-produção entre Brasil, Portugal e Hungria. O filme é dirigido por Walter Carvalho e estreou em maio de 2009.
Produtora do épico O Tempo e o Vento, repetindo a parceria com o diretor Jayme Monjardim. O filme é baseado na grande obra do consagrado escritor brasileiro Érico Veríssimo. 
Está produzindo os filmes Duetto, uma co-produção Brasil e Itália  e Madame Durocher, uma co-produção com a França, ambos em pré-produção. Também é roteirista e produtora do projeto por um fio, baseado no livro Por um Fio de Drauzio Varella
É produtora de O Caseiro,  filme do diretor Julio Santi e roteirizado por  João Segall,   lançado no dia 23 de Junho de 2016 no Brasil e lançado em 2 de Dezembro de 2016 nos EUA nos cinemas AMC Empire 25, em Manhattan (NY), o AMC Jersey Gardens, em Elizabeth, o National Amusement Showcase Cinema de Lux, em Revere (MA), o AMC Methuen 20, em Methuen (MA), e o AMC Liberty Tree Mall 20, em Danvers (MA).